# Zaid Kareem
Zaid Kareem est un taekwondoïste jordanien né le 19 juin 2001. Il est médaillé d'argent aux Jeux olympiques d'été de 2024.

## Carrière
En 2018, il remporte la médaille de bronze des Jeux olympiques de la jeunesse chez les moins de 55 kg,.
Au cours de l'année 2022, il se révèle en passant du 38e rang au sixième rang olympique. Un an plus tard, il atteint la deuxième place du classement.
En octobre 2023, Zaid Kareem remporte la médaille d'argent aux Jeux asiatiques de 2022, battu en finale par Ulugbek Rashitov.
Aux Jeux olympiques de 2024, il remporte la médaille d'argent de la catégorie des moins de 68 kg, après avoir battu respectivement Edival Marques, Hakan Reçber et Bradly Sinden pour se hisser en finale, où il est battu par Ulugbek Rashitov. Il remporte alors la quatrième médaille de l'histoire de la Jordanie aux Jeux olympiques, dont la troisième en taekwondo.
Zaid Kareem étudie l'éducation physique et sportive à l'université Al-Ahliyya d'Amman.